# Grand prix Sacem
Les grands prix Sacem sont des récompenses musicales décernées annuellement à des professionnels du monde de la musique par la Société des auteurs, compositeurs et éditeurs de musique (Sacem). Ils donnent lieu à une cérémonie annuelle de remise des prix, qui a lieu depuis 2006.

## Palmarès

### Grand prix du répertoire Sacem à l'export (depuis 2006)
- 2006 : Nana Mouskouri
- 2007 : Air
- 2008 : Amancio Prada
- 2009 : David Guetta et Fred Rister
- 2010 : Gotan Project
- 2011 : Yael Naim et David Donatien
- 2012 : Gipsy Kings
- 2013 : Zaz
- 2014 : Ayọ
- 2015 : Alexandre Desplat
- 2016 : Selah Sue
- 2017 : Jain
- 2018 : Imany
- 2019 : Caravan Palace
- 2020 : Aya Nakamura
- 2021 : L'Impératrice

### Prix Rolf-Marbot de la chanson de l'année (depuis 2006)
Prix nommé en l'honneur de Rolf Marbot
- 2006 : Retomber amoureux, auteur, Yvan Coriat/Marc Lavoine, compositeur Marc Ricci/Pierre Zito, interprète Chimène Badi
- 2007 : Là où je t'emmènerai, auteur Valérie Véga, compositeur Daran, interprète Florent Pagny
- 2008 : Le Manège, auteur Amaury Salmon, compositeur Stanislas, interprète Stanislas
- 2009 : Restons amants, auteur Maxime Le Forestier, compositeur Julien Clerc, interprètes Maxime Le Forestier et Julien Clerc
- 2010 : La Superbe, auteur compositeur interprète Benjamin Biolay
- 2011 : Je veux, auteur Kerredine Soltani, compositeurs Kerredine Soltani/Tryss, interprète ZAZ
- 2012 : Avant qu'elle parte, auteur Adama Diallo/Alpha Diallo, compositeur Gandhi Djuna/Karim Fall/Karim Ballo/Bastien Vincent/Mamadou Baldé/Stan-E Music/Wati B, interprète Sexion d'Assaut
- 2013 : Formidable, auteur-compositeur-interprète Stromae
- 2014 : Prayer in C, auteur Lilly Wood and the Prick
- 2015 : Christine, auteur-compositeur-interprète Christine and the Queens
- 2016 : Il est où le bonheur, auteur-compositeur-interprète Christophe Maé, auteur Paul Ecole
- 2017 : Je suis, auteurs-compositeurs-interprètes Bigflo et Oli, compositeurs Augustin Charnet et Clément Libes
- 2018 : Basique, auteur Orelsan, compositeur Skread
- 2019 : La Grenade auteur-compositeur-interprète Clara Luciani, auteur-compositeur Ambroise Willaume
- 2020 : À nos héros du quotidien, auteur-interprète Soprano, compositeur Florian Rossi
- 2021 : Voilà, auteur-compositeur-interprète Barbara Pravi, auteur-compositeur Igit, auteur Lili Poe
- 2022 : Le Dernier Jour du disco, auteur-compositeur-interprète Juliette Armanet, auteur Diane Jacqus, compositeur Adrien Armanet
- 2023 : Mauvais rêve, auteur-compositeur-interprète Hoshi, auteur-compositeur Gia Martinelli
- 2024 : Popcorn salé, auteur-compositeur-interprète Santa

### Grand prix de l'édition musicale (depuis 2006)
- 2006 : Stéphane Berlow (Éditions BMG Music publishing France)
- 2007 : Max Amphoux (Emma Productions)
- 2008 : Mario Bois (Bureau de Musique Mario Bois)
- 2009 : Halit Uman (Tro Editions Essex)
- 2010 : Claude Duvivier (Première Music Group)
- 2011 : Paul et Julien Banes (Éditions Levallois)
- 2012 : Jean-Philippe Allard (Universal Music Publising Group)
- 2012 : Marc Lumbroso (Remark Music)
- 2014 : Bruno Lion (Peer Music)
- 2015 : Caroline Molko (Warner Chappell Music France)
- 2016 : Catherine Cuny (Wagram Publishing)
- 2017 : Éric Debègue (Cristal Publishing)
- 2018 : Michel Duval (Because Editions)
- 2019 : Henri Belolo (Scorpio Music)
- 2020 : Cécile Bernier (Budde Music France)
- 2021 : Encore Merci - Juliette Metz et David Séchan
- 2023 : French Flair[1]

### Grand prix de l'auteur-réalisateur de l'audiovisuel (depuis 2006)
- 2006 : Rémy Grumbach
- 2007 : Raoul Sangla
- 2008 : Jean-Pierre Spiero
- 2009 : Jean-Louis Cap
- 2010 : Françoise Boulain
- 2011 : Yvon Gérault
- 2012 : Gilles Amado
- 2013 : Anne Dörr
- 2014 : François Hanss
- 2015 : François Goetghebeur
- 2016 : Michel Follin
- 2017 : Tristan Carné
- 2018 : Michel Gondry
- 2019 : Bernard Gonner
- 2020 : Marion Sarraut
- 2021 : Philippe Gautier
- 2023 : Richard Valverde

### Grand prix de la musique pour l'image (depuis 2006)
- 2006 : Maurice Jarre
- 2007 : Bruno Coulais
- 2008 : Alexandre Desplat
- 2009 : Claude Bolling
- 2010 : Jean-Claude Petit
- 2011 : Éric Serra
- 2012 : Éric Demarsan
- 2013 : Bruno Fontaine
- 2014 : Stéphane Moucha
- 2015 : Pierre Adenot
- 2016 : Jean Musy
- 2017 : Jean-Michel Bernard
- 2018 : Philippe Rombi
- 2019 : Christophe Julien
- 2020 : Jorge Arriagada
- 2021 : Erwann Kermorvant
- 2023 : Mathieu Lamboley

### Grand prix du jazz (depuis 2006)
- 2006 : Henri Texier
- 2007 : Patrice Caratini
- 2008 : Louis Sclavis
- 2009 : Ivan Jullien
- 2010 : Sylvain Luc
- 2011 : Baptiste Trotignon
- 2012 : Richard Bona
- 2013 : Romane
- 2014 : Ibrahim Maalouf
- 2015 : Biréli Lagrène
- 2016 : Archie Shepp
- 2017 : Bojan Z
- 2018 : Laurent de Wilde
- 2019 : Christian Vander
- 2020 : Thomas Enhco
- 2021 : Renaud Garcia-Fons
- 2023 : Sixun

### Grand prix de l'humour (depuis 2006)
- 2006 : Franck Dubosc
- 2007 : Alexandre Astier
- 2008 : Muriel Robin
- 2009 : Anne Roumanoff
- 2010 : Florence Foresti
- 2011 : Nicolas Canteloup
- 2012 : Roland Magdane
- 2013 : Liane Foly
- 2014 : Élie Semoun
- 2015 : Le Quatuor
- 2016 : Gaspard Proust
- 2017 : Nora Hamzawi
- 2018 : Jérôme Commandeur
- 2019 : Dany Boon
- 2020 : Alain Bernard
- 2021 : Camille Lellouche
- 2023 : Jérémy Ferrari

### Prix Francis-Lemarque de la révélation (depuis 2006)
Prix nommé en l'honneur de Francis Lemarque
- 2006 : Agnès Bihl
- 2007 : Grand Corps Malade
- 2008 : Emily Loizeau
- 2009 : Amélie-les-crayons
- 2010 : Benoît Dorémus
- 2011 : Alexis HK
- 2012 : Anaïs
- 2013 : Rover
- 2014 : Féloche
- 2015 : Vianney
- 2016 : Feu! Chatterton
- 2017 : Gaël Faye
- 2018 : Angèle
- 2019 : Ben Mazué
- 2020 : Pomme
- 2021 : Lous and the Yakuza

### Grand prix de la musique symphonique (carrière) (depuis 2006)
- 2006 : Nicolas Bacri
- 2007 : Philippe Fénelon
- 2008 : Patrick Burgan
- 2009 : Bruno Mantovani
- 2010 : Marc-André Dalbavie
- 2011 : Guillaume Connesson
- 2012 : Éric Tanguy
- 2013 : Alain Kremski
- 2014 : Bernard Cavanna
- 2015 : Richard Dubugnon
- 2016 : Thierry Pécou
- 2017 : Karol Beffa
- 2018 : Philippe Schoeller
- 2019 : Florentine Mulsant
- 2020 : Régis Campo
- 2021 : Jean-Louis Agobet

### Grand prix de la musique symphonique (jeune compositeur) (depuis 2006)
- 2006 : Yan Maresz
- 2007 : Franck Bedrossian
- 2008 : Karol Beffa
- 2009 : Grégoire Lorieux
- 2010 : Oscar Strasnoy
- 2011 : Yann Robin
- 2012 : Fabien Waksman
- 2013 : Frédéric Verrières
- 2014 : Oscar Bianchi
- 2015 : Camille Pépin
- 2016 : Benoît Menut
- 2017 : François Meïmoun
- 2018 : Colin Roche
- 2019 : Fabien Cali
- 2020 : Olivier Calmel
- 2021 : Claire-Mélanie Sinnhuber

### Grand prix des musiques du monde (depuis 2006)
- 2006 : Justin Vali
- 2007 : Kassav'
- 2008 : Salif Keita
- 2009 : Manu Dibango
- 2010 : Angélique Kidjo
- 2011 : Souad Massi
- 2012 : Tiken Jah Fakoly
- 2013 : Gilberto Gil
- 2014 : Rokia Traoré
- 2015 : Magic System
- 2016 : Titi Robin
- 2017 : Mory Kanté
- 2018 : Calypso Rose[2]
- 2019 : Blick Bassy
- 2020 : Oumou Sangaré
- 2021 : Bachar Mar-Khalifé
- 2023 : Bonga

### Grand prix de la chanson française (depuis 2006)
- 2006 : Francis Cabrel
- 2007 : Eddy Mitchell
- 2008 : Alain Bashung (créateur-auteur) et Jean Claude Vannier (créateur-compositeur)
- 2009 : Jacques Higelin
- 2010 : Christophe
- 2011 : Hubert-Félix Thiéfaine
- 2012 : Camille
- 2013 : Étienne Daho (créateur-interprète) et Charles Dumont (créateur)
- 2014 : Pascal Obispo
- 2015 : Alain Chamfort (créateur-interprète) et Alice Dona (créateur)
- 2016 : Davide Esposito (auteur-compositeur) et Juliette (créateur-interprète)
- 2017 : Calogero
- 2018 : Nicola Sirkis - Indochine
- 2019 : Keren Ann
- 2020 : Philippe Katerine (créateur-interprète) et Jérôme Attal (créateur)
- 2021 : Matthieu Chedid (créateur-interprète) et Renaud Rebillaud (créateur)
- 2023 : Benjamin Biolay (créateur-interprète) et Sage (créateur)

### Prix spécial de la Sacem (depuis 2010)
- 2010 : Gaëtan Roussel
- 2011 : Jean-Louis Aubert
- 2012 : Catherine Ringer
- 2013 : Serge Lama
- 2014 : Johnny Hallyday
- 2015 : Véronique Sanson
- 2016 : Michel Jonasz
- 2017 : Salvatore Adamo
- 2018 : Renaud
- 2019 : Alain Souchon
- 2020 : Maxime Le Forestier
- 2021 : Kassav’
- 2023 : Zazie
- 2024 : Etienne Daho

### Grand prix des musiques électroniques (depuis 2010)
- 2010 : Jean-Michel Jarre
- 2011 : Émilie Simon
- 2012 : Justice
- 2013 : Wax Tailor
- 2014 : Martin Solveig
- 2015 : Bob Sinclar
- 2016 : Cassius
- 2017 : Petit Biscuit
- 2018 : Étienne de Crécy
- 2019 : DJ Snake
- 2020 : Rone
- 2021 : Molécule
- 2023 : David Guetta

### Grand prix des musiques urbaines (depuis 2016)
- 2016 : IAM
- 2017 : Soprano
- 2018 : MC Solaar
- 2019 : Oxmo Puccino
- 2020 : NTM
- 2021 : Youssoupha
- 2023 : Booba

### Grand prix de l'œuvre internationale de l'année (depuis 2016)
- 2016 : Lean On, auteurs-compositeurs : Major Lazer, MØ, DJ Snake et JR Blender
- 2017 : Can't Stop the Feeling!, compositeurs : Justin Timberlake, Max Martin et Shellback ; interprète : Justin Timberlake
- 2018 : Shape Of You, compositeurs : Steve Mac, Johnny McDaid et Ed Sheeran ; interprète : Ed Sheeran
- 2019 : Shallow (Lady Gaga et Bradley Cooper)
- 2020 : Bad Guy, compositeurs : Finneas Baird O’Connell, Billie Eilish ; interprète : Billie Eilish
- 2021 : Blinding Lights, compositeurs : Abel Tesfaye, Ahmad Balshe, Jason Quenneville (en), Max Martin, Oscar Holter (en) ; interprète: The Weeknd
- 2023 : As It Was, compositeurs : Harry Styles, Tyler Johnson, Thomas Hull ; interprète: Harry Styles

### Grand prix du répertoire jeune public (depuis 2017)
- 2017 : Aldebert
- 2018 : Pascal Parisot
- 2019 : Alain Schneider
- 2020 : Tartine Reverdy
- 2021 : Isabelle Aboulker
- 2022 : Lydie Dupuy
- 2023 : Dracula

### Grand prix de la SDRM
Prix de la SDRM
- 2020 : Djadja, compositeurs : le Side Alois Zandry, Machynist, Some1ne ; autrice et interprète : Aya Nakamura
- 2021 : Tombé, compositeurs : Renaud Rebillaud, Slimane ; interprète : M. Pokora
- 2023 : Die